# Phonapate chan
Phonapate chan är en skalbaggsart som först beskrevs av Semenow 1891.  Phonapate chan ingår i släktet Phonapate och familjen kapuschongbaggar. Inga underarter finns listade i Catalogue of Life.